# Rebilus bulburin
Rebilus bulburin là một loài nhện trong họ Trochanteriidae. Loài này phân bố ở Queensland.